# Liborius von Line
Liborius von Line (* 28. Februar 1595 in Bremen; † 5. März 1664 ebenda) war ein deutscher Jurist, Bürgermeister und Gesandter zu den Verhandlungen in Münster und Osnabrück, die 1648 zum Westfälischen Frieden geführt haben.

## Leben
Liborius von Line wurde als Sohn des Kaufmanns Johannes von Line (1559–1632) und dessen Ehefrau Hille Kamp (1559–1610) geboren. 1611, als in Bremen die Pest wütete, kam er in eine niederländische Erziehungsanstalt und später zum Gymnasium Bremen, wo er das Abitur machte.
Er absolvierte an den Universitäten in Marburg, Heidelberg, Speyer und Basel ein Studium der Rechtswissenschaften, das er als Doktor beider Rechte abschloss. Es folgte ein Praktikum am Reichskammergericht mit einer anschließenden Studienreise, die ihn durch die Schweiz, Frankreich und England sowie nach Neapel führte. 1622 reiste er, bevor er Ratskonsulent und Rechtsgelehrter in Bremen wurde, nach Dänemark.
Am 6. Juni 1623 erhielt er die Ernennung zum gräflich tecklenburgischen Rat, wo er später Kammer- und Kanzleisekretär wurde.
Am 23. Februar 1628 kam er nach Bremen, wo er anstelle seines Bruders Johann  Ratsherr  wurde und vielfach Gesandtschaften übernahm. So kam er 1628 nach Stade zum katholischen Heerführer Tilly und bewirkte dort Erleichterungen für seine Stadt.
1629 reiste er zu Friedensverhandlungen nach Lübeck und ebenso 1630 nach Magdeburg.
Von 1644 bis 1646 war er Gesandter der Stadt Bremen zu den Verhandlungen in Münster und Osnabrück, die 1648 zum Westfälischen Frieden geführt haben.
Ab dem 8. Januar 1649 bekleidete er das Amt des Bürgermeisters in Bremen, das er 16 Jahre innehatte.